# Кільмес (футбольний клуб)
Кільмес Атлетіко Клуб або просто «Кільмес» (ісп. Quilmes Atlético Club) — професіональний аргентинський футбольний клуб із міста Кільмес.

## Історія

### Заснування та виступи в аматорську епоху
За даними самих працівників команди, клуб бере свої витоки від «Кільмес енд Поло Клаб», який було засновано в 1880 році вихідцями з Великої Британії, а в листопаді 1887 року він був перейменований на «Кільмес Роверз Атлетік Клаб». 5 листопада 1897 року, з ініціативи англіканського священика Джозефа Томаса Стівенсона, було засновано «Кільмес Крікет Клаб», з 1900 року (дата вступу до Аргентинської Асоціації Футбольних Ліг, попередниці АФА) називається «Кільмес Атлетік Клаб».
Історик Хорхе Гальєго, з Центру досліджень історії футболу (CIHF), не згоден з цим твердженням. Проаналізувавши періодичні видання та документи того часу, він стверджує, що «Кільмес Крікет Клаб було засновано 5 листопада 1897 року, Кільмес Атлетік Клаб 14 жовтня 1901 року і, нарешті, Кільмес Атлетіко Клуб було засновано 17 квітня 1952 року як зовсім новий клуб; при цьому цей клуб виник ні в результаті злиття, ні відокремлення, ні перейменування попередніх команд». Також він стверджує, що наприкінці 1940-х років клуб почав штучно робити себе старшим, спочатку з 1897 до 1893 року, а потім й з 1893 до 1887 року. Проте навіть додавши 10 років до тієї дати, яку клуб вважає датою свого заснування, «Кільмес» все-одно є одним із найстаріших клубів, які до цього часу входять до АФА. Також він є одним з найстаріших клубів аргентинського футболу загалом.
В місті Кільмес, на момент заснування клубу, існував лише «Кільмес Лоун Теніс Клаб». Всі футбольні клуби, які існували в місті раніше, згодом припинили своє існування, в тому числі й «Кільмес Роверз» (через нестачу коштів) та «Кільмес Атлетік Клаб» до заснування нинішнього клубу.
Установчі збори проходили під головуванням Серхіо Кінтани. На них президентом клубу було обрано засновника команди, Гальвана. Але він відмовився від цієї посади на користь Моргана, який і став першим президентом клубу.
У перші роки свого існування «Кільмес» приймав до своїх лав лише осіб британського походження. Команду з настільного тенісу також представляли британці, які в той час масово працювали на Південній залізниці. У перші роки свого існування провідну роль в клубі відігравав крикет, форма гравців «Кільмесу» була червоного та синього кольорів.
У березні 1898 року «Кільмес Крікет Клаб» відкрив футбольне відділення, з ініціативи декількох британців, які також грали і в футбол, нове відділення було зареєстроване в федерації. 14 жовтня 1901 року команда змінила свою назву на «Кільмес Атлетік Клаб» (це було зроблено, щоб показати наявність в клубі не лише відділу крикету). Крім того, було змінено дизайн сорочки (на зразок футболки збірної Англії: білого кольору з темно-сірими манжетами та комірцем; штани і шкарпетки були синього кольору). У клубу не було окремої виїзної та домашньої форми.
На початку XX століття клуб почав приймати до своїх лав й аргентинців. Змінила команда й свою назву, на Клуб Атлетіко Аргентіно де Кільмес, але поява націоналістичного відтінку в назві команди дещо відлякала її вболівальників. 20 серпня 1908 року уряд провінції Буенос-Айрес визнав «Кільмес».

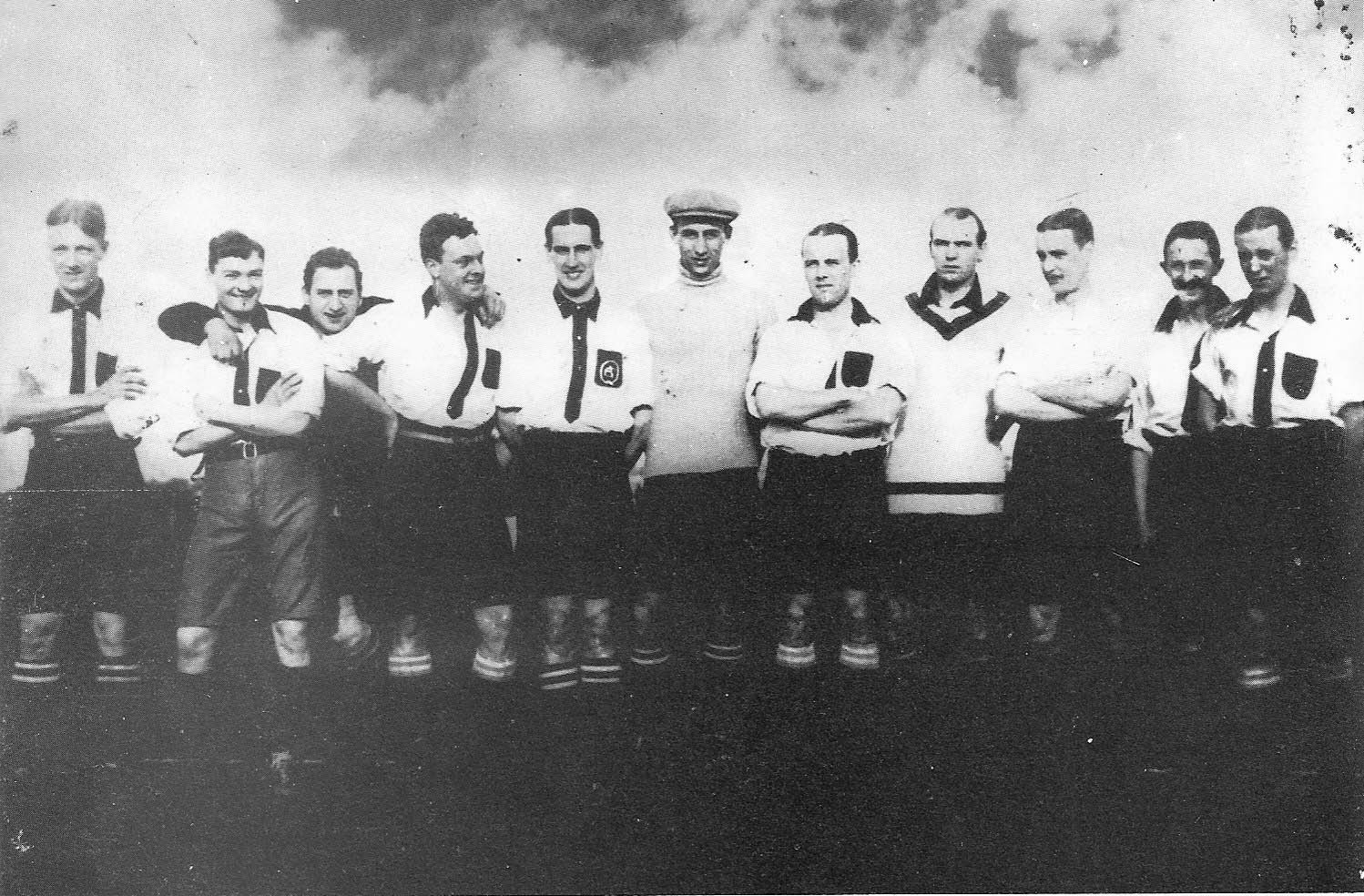
Гравці, які здобули перше чемпіонство Прімери в 1912 році.

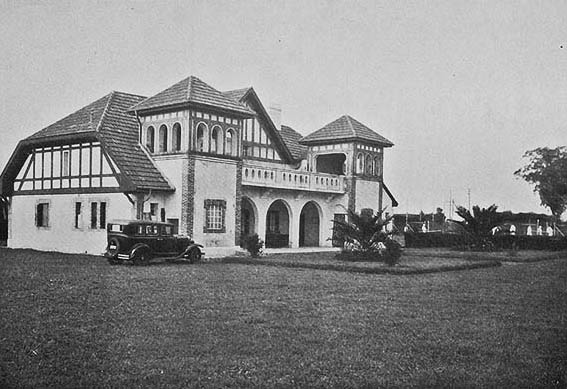
Стадіон клубу (його вигляд в 1930 році).

У 1912 рокі «Кільмес» став переможцем аргентинського чемпіонату. Турнір в той час мав статус аматорського змагання. В команді виступало також декілька гравців британського походження, вихідців з Алумні.

### Виступи в епоху професіоналізму
У 1931 році аргентинський футбол було розділено на аматорський та професіональний. «Кільмес» вирішив поповнити ряди професіоналів, тому виступав у першому професіональному чемпіонаті Аргентини. У 1937 році, разом з Архентінос Хуніорс, клуб вилітає до Сегунди.

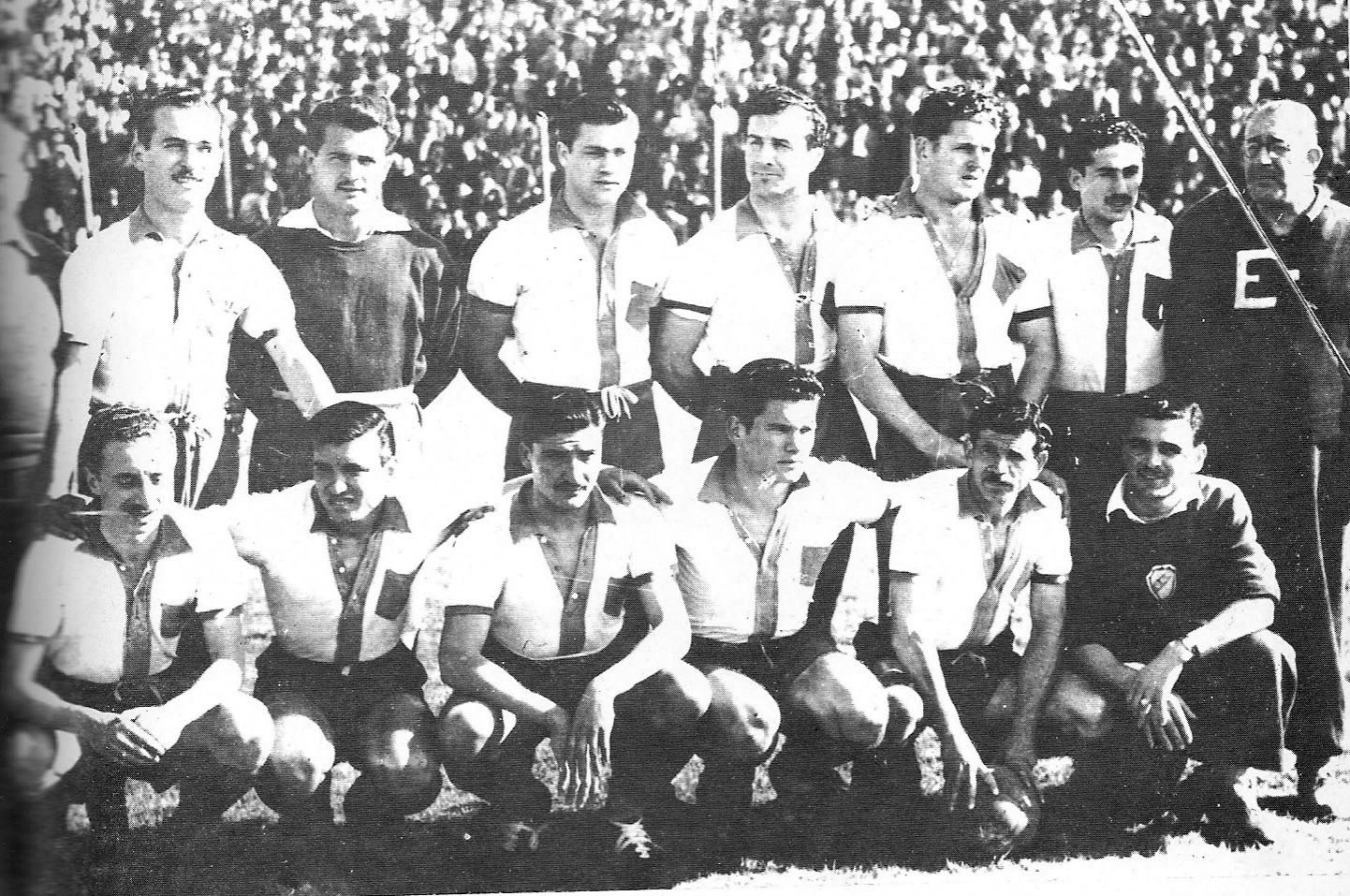
Гравці клубу в 1949 році, які перемогли в чемпіонаті та вийшли до Прімери.

В 1949 році «Кільмес» переміг в Прімері Ю та вийшов до першого дивізіону. За сезон гравці команди відзначилися рекордну кількість разів у воротах суперників, 130.
У четвер, 17 квітня 1950 року, команда змінила свою назву на сучасну, «Кільмес Атлетіко Клуб». В той же час клуб отимав рекордний на той час кредит, 750 000 $.
Але вже в сезоні 1951 року «Кільмес» повертається до Прімери Б.
У 1961 році між «Кільмесом» та «Ньюеллс Олд Бойз» розпочалася боротьба в чемпіонаті за кожне набране очко. Зрештою, «Ньюеллс Олд Бойз» посів друге місце та випередив «Росаріо». Але «Росаріо» виграє в розслідуванні футбольної асоціації, яка встановила, що «Екскурсоводи» матеріально стимулювали «Кільмес». «Пивовари» святкували перемогу під будівлею асоціації, на вулиці Віамонте.
У сезоні 1965 році клуб протягом усієї турнірної дистанції в Прімері Б утримував друге місце, і, зрештою, фінішував другим, відразу після «Колона».
«Кільмес» непогано виступав у національному чемпіонаті в сезоні 1969 року. У 1970 році страйк провідних гравців клубу та безвідповідальне управління клубом призвели до того, що «Кільмес» покинув Прімеру, після поразки від переможця другого дивізіону.
В ході чемпіонату серед команд другого дивізіону «Кільмес» не лише зберігає прописку в ньому, але й фінішує на другій позиції, вслід за «Сан-Тельмо».
У 1978 році «Кільмес» виграв чемпіонат Метрополітани. Це чемпіонство було завойоване 29 жовтня, в останньому турі, завдяки перемозі над Росаріо Сентраль з рахунком 3:2. У воротах суперників відзначилися Луїс Андреучі (двічі з пенальті) та Хорхе Гаспарі. Заочне протистояння з «Бока Хуніорс» тривало протягом усього чемпіонату, і лише за три тури до його завершення «Кільмес» їх випередив. Ту команду очолював Хосе Юдіка, у її складі виступали: один з найкращих нападників Луїс Андреучі, захисник Гораціо Мілоччі та один з найвидатніших «пивоварів» в історії клубу — Омар Уго Індіо Гомес. Президентом клубу був Хуліо Кассанелло (пізніше став мером) та був одним з творців тієї команди разом з Хосе Марією Ель-Гордо Альганьярасем.
У 1979 році клуб дебютував у Кубку Лібертадорес. Суперниками «Кільмесу» по групі були «Індепендьєнте» (Аргентина), «Депортіво Калі» (Колумбія) та «Мільйонаріос» (Колумбія). За кілька днів до матч проти аргентинців клуб отримав новий власний стадіон «Гвідо-і-Саріменто» та отримав змогу проводити домашні поєдинки на новому стадіоні. За підсумками групового етапу команда не змогла вийти до наступного раунду.
Після невдалого сезону 1980 року клуб вилітає до Прімери Б.
У наступному, 1981, році «Кільмес» посідає друге місце в Прімері Б, після «Нуева-Чикаго» та здобуває путівку до Прімери.
В першій половині сезону 1982 року «Кільмес» демонструє один з найкращих сезонів у своїй історії та стає срібним призером національного чемпіонату. У фіналі клуб спочатку грає у нічию з Ферро Карілль Оесте на стадіоні «Гвідо-і-Сарменто», а в матчі-відповіді перемагає їх; але поступається з рахунком 0:2 «Кабаліто». Другу половину сезону «Кільмес» проводить провально та разом з «Уніоном» завершує національний чемпіонат на передостанньому місці. У матчі за право збереження прописки в елітному дивізіоні клуб потупається «Уніону». Таким чином, разом з «Сарменто» команда вилітає до Прімери Б.
У 1986 році АФА створює Чемпіонат Насьйональ Б, в якому виступають, в основному, столичні команди. Кільмес не зміг зберегти прописку в чемпіонаті та вперше та востаннє в своїй історії вилетів до третього дивізіону національного чемпіонату.
У сезоні 1986/1987 років «Кільмес» переміг у Прімері Б (на той час — третій дивізіон чемпіонату Аргентини з футболу) та вийшов до Насьйоналю Б.
27 грудня 1988 року президент Хосе Майснер оголосив, що у Вілла Нуева Архентіна, на околиці міста Кільмес-Оесте побудовано новий футбольний стадіон та тренувальна база клубу. Відкриття цього стадіону було присвячене сторіччю з дня заснування клубу.
У сезоні 1990/1991 років «Кільмес» перемагає в чемпіонаті Насьйональ Б та виходить до Прімера Дивізіону А після перемоги над «Альміранте Браун» в домашньому поєдинку з рахунком 1:0, завдяки голу Маріо Гомеса.
У наступному сезоні «Кільмес» повертається до чемпіонату Насьйональ Б разом з Уніоном, після того, як провів один із двох найгірших сезонів у своїй історії.
У грудні 1993 року клуб напередодні офіційного відкриття стадіону «Сентенаріо» зіграв матч. У цьому матчі клубу протистояли команда переможців чемпіонатів 1978 року. 25 квітня 1995 року стадіон «Сентенаріо» відкрив матч між першою командою «Кільмесу» (пфдсилена деякими гравцями збірної) та «Насьйоналем» (Уругвай). Починаючи з першого туру національного чемпіонату сезону 1995/1996 років клуб розпочав виступи на стадіоні «Сентенаріо». Перший матч нового чемпіонату з «Дуглас Хейг» завершився нульовою нічиєю.
У сезонах 1999/2000 та 2000/2001 років «Кільмес» ставав срібним призером Прімери Б Насьйональ, але не здобував путівки до Прімери. У фіналах команда поступалася «Уракану», «Лос-Андес» та «Банфілду». Крім того, в обох цих сезонах «Кільмес» поступається «Бельграно».
У сезоні 2002/03 років, після злетів та падінь, клуб, нарешті, повертається до Прімери. Клуб посів третє місце в регулярному чемпіонаті та пв боротьбі за другу путівку переміг «Архентінос Хуніорс» з рахунком 1:0, єдиним голом у складі «Кільмеса» відзначився захисник Агустін Alayes, а в Кабалліто, в Буенос-Айресі, (на стадіоні «Ферро»)була зафіксована нульова нічия. Таким чином, через 11 років «пивовари» знову повертаються до найвищого футбольного дивізіону.
Наступного року (2003/04), в Прімері Дивізіоні, Кільмес боровся в Апертурі за чемпіонство з Бокою, але в останньому турі поступився. Але команда зуміла набрати за підсумками Апертури та Клаусури 60 очок та кваліфікуватися для участі в першому етапі Кубку Лібертадорес.
У 2005 році клуб вдруге у своїй історії кваліфікувався для участі в Кубку Лібертадорес. У першому раунді завдяки голу на виїзді «Кільмес» здолав чилійський «Коло-Коло». Домашній поєдинок «Кільмес» завершив нульовою нічиєю. У Сантьяго, на стадіоні «Монументаль», команди зіграли знову в нічию, цього разу — 2:2 (у складі «Кільмесу» відзначилися Дієго Торрес та Ріффо). Завдяки виїзним голам, згідно з регламентом Кубку Лібертадорес, команда продовжила турнірний шлях та потрапила до 3-ї групи, разом з «Сан-Паулу» (Бразилія), «Універсідад де Чилі» (Чилі) та «Зе Стронгест» (Болівія).
За рідсумками чемпіонату 2006/07 років «Кільмес» вилетів до Насьйоналю Б.
Клуб виходить до Прімери А за підсумками сезону 2009/2010 років з «Олімпо-де-Баія-Бланка» (напряму) та «Олл Бойс» (підвищився після перемоги у плей-оф над «Росаріо Сентраль»), щоб виступати в сезоні 2010/2011 років, але вже через рік повернувся до Прімери Б після поразки з рахунком 0:1 від «Олімпо-де-Баія-Бланка» позбавила шанси «Кільмесу» залишитися у Прімері А.
Після вильоту «Кільмесу» до нижчого дивізіону: в сезоні 2011/2012 років він змагався з такими клубами як «Рівер Плейт», «Росаріо Сентраль», «Хімнасія і Есгріма» та «Уракан». На той час, його тренер Рікардо Карузо Ломбарді підсилив команду гравцями, які мали досвід виступів у даному дивізіоні. Проте, найбільший внесок у побудову нової команди зробив його наступник, Омар Ді Феліппе, який особливу увагу приділяв футбольній тактиці за допомогою спеціального обладнання. 23 червня, «Кільмес» переміг з рахунком 2:0 «Браун де Мадрін» завдяки двом голам Мартіна Каутеруччо, ця перемога дозволила клубу повернутися до Прімери після річної відсутності. Таким чином, за підсумками вдалого для «Кільмесу» сезону, команда набрала 72 очки. Таку кількість очок клуб зумів набрати завдяки 20 перемогам, 12 нічиїм та лише 6 поразкам. Крім того, клуб мав найкращу різницю забитих та пропущених м'ячів (+41), а також найменшу кількість пропущених м'ячів (21). Склад команди, яка дев'ятий раз в своїй історії виграла просування до Прімери: Емануель Тріподі, Херман Мандаріно, Себастьян Мартінес, Жоель Карлі, Клаудіо Корвалан, Пабло Гарньє, Лукас Рімольді, Хакобо Мансілья, Мартін Каутеруччо та Есекьєль Рескальдані та нова зірка клубу Мігель Канео, на прізвисько «Поляк».
Команда повертається до еліти аргентинського футболу сенсаційною перемогою з рахунком 3:0 над «Бока Хуніорс». За підсумками першої частини національного чемпіонату команда посідає місце в турнірній таблиці поза межами першої десятки. Проте, у другій частині чемпіонату, особливо ближче до його завершення, «Кільмес» робить потужний спурт та займає 8-ме підсумкове місце. По завершенні сезону головний тренер команди Омар Ді Феліппе не продовжив контракт з клубом, тож на цій посаді його замінив Нельсон Вівас.
У фінальному етапі плей-оф за право збереження прописки/вильоту з дивізіону «Кільмес» з рахунком 2:0 перемагає «Хімнасі. і Есгріма». У другій половині чемпіонату вдалі виступи змінилися на провальну кінцівку, в якій під керівництвом Пабло Куатароккі команда здобула лише 2 перемоги та набрала всього 12 очок. У 2015 році новим тренером команди стає Хуліо Сесар Фальконі, який підсилю склад наступними гравцями: Клаудіо Б'єлер, Родріго Гомес, Адріан Калельйо, Маріано Углессич та Алексіс Канело. Проте в першій половині сезону це особливо не допомогло і команда здобула лише 4 перемоги. Ніяких тактичних змін у грі команди не відбулося й з приходом Факундо Сави, в національному чемпіонаті «Кільмес» фінішував на 11-му місці, а в Південноамериканському кубку команда програла з рахунком 0:1 «Олімо де Баія Бланка». В 2016 році Факундо Сава та клуб не продовжили контракту, а новим головним тренером став Альфредо Грелак.

## Досягнення

### Аматорський період
- Прімера Дивізіон 
  -  Чемпіон (1): 1912

- Кубок Слави Муніципалітету Буенос-Айрес
  -  Володар (1): 1908

### Професіональний період
- Прімера Дивізіон 
  -  Чемпіон (1): Метрополітано 1978

- Другий дивізіон аргентинського чемпіонату
  -  Чемпіон (4): 1949, 1961(*), 1975, 1990/91

(*) Ньюелз Олд Бойз виграв турнір, але не був визнаний чемпіоном, оскільки з них зняли 10 очок через звинувачення у договірних матчах, це зняття відкинуло клуб на п'яте місце, і, таким чином, чемпіоном став Кільмес, який до цього посів друге місце.
- Третій дивізіон аргентинського чемпіонату (Прімера Б Метрополітано)
  -  Чемпіон (1): Чемпіонат 1982

### Товариські національні кубки
- Кубок Ексагональ Прімери Б
  -  Володар (1): 1961

- П'ятикутник Гільєрмо Стабіле
  -  Володар (1): 1979

- Кубок «Тільки футбол»
  -  Володар (1): 1993

- 330-ий Кубок міста Кільмес
  -  Володар (1): 1996

- 331-ий Кубок міста Кільмес
  -  Володар (1): 1997

- Кубок Центрального Будинку Студентів
  -  Володар (1): 1998

- Кубок Крістім
  -  Володар (1): 2000

- 342-ий Кубок міста Кільмес
  -  Володар (1): 2008

- 345-ий Кубок міста Кільмес
  -  Володар (1): 2011

### Міжнародні національні кубки
- Кубок Муніципалітету Калера (Чилі)
  -  Володар (1): 2004

- Кубок Декана Лос-Андес (Чилі)
  -  Володар (1): 2012

## Гімн клубу
«Кільмес» має багато пісень, які присвячені клубу, але найважливішим вважається гімн клубу під назвою «Біла душа», який написав Бруно Лопес.
Можна також виділити інші пісні, наприклад «Марш Спортивного клубу «Кільмес» (Хосе де Грассі та Вісенте Дентаріо), а також "Марш декану аргентинського футболу" (Оскар Агірре та Феліпе Каналіккіо).

## Форма
Початкова форма клубу була наслідком злиття традиційних форм кількох клубів. Спочатку вона була білого кольору, але дещо пізніше додали ще й синій колір.
Теперішня форма:
- Домашня: біла сорочка з синіми смугами, з сіро-білі шкарпетки, білі шорти з блакитними смужками.
- Виїзна: яскраво-синя сорочка зі смугами білого кольору посередині, сині штани з білими смугами по середині.

Але й раніше у формі зустрічалося поєднання білої футболки, сірих шортів та білих шкарпеток.
Іноді команда використовувала запасну футболку зеленого кольору з темно-синіми та білими смугами на грудях (потім використовувалася воротарем клубу Марсело Рамоном Елізагою в сезоні 2000/01 років). Виробником цієї форми був «Envión». Інша альтернатива сорочка, розроблена Lotto, була чорного кольору з білим коміром та манжетами. Обидва типи запасних футболок не використовувалися аж до 2008 року, коли Lotto знову випустили футболки цих кольорів.

## Постачальники форми та спонсори
| Період              | Логотип | Постачальник                                               |
| ------------------- | ------- | ---------------------------------------------------------- |
| 1976-1978           | -       | Deporhit                                                   |
| 1979-1980           |         | Sportlandia [Архівовано 29 жовтня 2019 у Wayback Machine.] |
| 1981-1999           |         | Adidas                                                     |
| 1999-2002           | -       | Envión                                                     |
| 2002-теперішній час |         | Lotto                                                      |

| Період              | Логотип | Спонсор                                                          |
| ------------------- | ------- | ---------------------------------------------------------------- |
| 1979                | -       | AeroPerú                                                         |
| 1982                |         | Afisa                                                            |
| 1983-1985           |         | Ford                                                             |
| 1986-1988           |         | Pegamax                                                          |
| 1988-1990           |         | Soda Strubolini [Архівовано 29 грудня 2021 у Wayback Machine.]   |
| 1990-1992           |         | Segubank                                                         |
| 1992-1993           |         | Serie Dorada                                                     |
| 1993-1994           |         | Quilmes Video Cable                                              |
| 1994-1996           |         | Cristem [Архівовано 30 грудня 2021 у Wayback Machine.]           |
| 1996-2015           |         | Cerveza Quilmes                                                  |
| 2016-теперішній час |         | La Nueva Seguros [Архівовано 11 березня 2022 у Wayback Machine.] |

| Період              | Спонсор |
| ------------------- | --- |
| 1994                | Samed |
| 1994-1995           | Bingo Quilmes [Архівовано 29 грудня 2021 у Wayback Machine.] |
| 1996-2012           | Cerveza Quilmes |
| 2012                | Cerveza Quilmes / Medical Hair [Архівовано 3 березня 2022 у Wayback Machine.] |
| 2012-2014           | Cerveza Quilmes / корпорація «NEC» |
| 2014-2015           | Cerveza Quilmes / корпорація «NEC» / Laboratorio Drawer [Архівовано 5 листопада 2021 у Wayback Machine.]                                                                               |
| 2015                | Provincia NET / корпорація «NEC» / Laboratorio Drawer [Архівовано 5 листопада 2021 у Wayback Machine.]                                                                                 |
| 2016-теперішній час | Drawer S.A. [Архівовано 5 листопада 2021 у Wayback Machine.] / Atilra [Архівовано 8 грудня 2021 у Wayback Machine.] / La Nueva Seguros [Архівовано 11 березня 2022 у Wayback Machine.] |

| Період              | Спонсор                                                                           |
| ------------------- | --------------------------------------------------------------------------------- |
| 2005-2014           | корпорація «NEC»                                                                  |
| 2014-2015           | корпорація «NEC» / Provincia NET                                                  |
| 2015                | корпорація «NEC» / Secco                                                          |
| 2016-теперішній час | Secco / Cristem [Архівовано 30 грудня 2021 у Wayback Machine.] / Toto's Cerámicos |

| Період              | Спонсор |
| ------------------- | --- |
| 2011-2013           | корпорація «NEC» |
| 2012-2015           | корпорація «NEC» / Nueva Chevallier |
| 2015                | корпорація «NEC» / Nueva Chevallier / ArgenPesos [Архівовано 8 січня 2022 у Wayback Machine.] |
| 2016                | Atilra [Архівовано 8 грудня 2021 у Wayback Machine.] / Nueva Chevallier / ArgenPesos [Архівовано 8 січня 2022 у Wayback Machine.] / Cor-vial [Архівовано 29 грудня 2021 у Wayback Machine.] / Emmesol [Архівовано 13 жовтня 2016 у Wayback Machine.] |
| 2016-теперішній час | Atilra [Архівовано 8 грудня 2021 у Wayback Machine.] / ArgenPesos [Архівовано 8 січня 2022 у Wayback Machine.] |

## Стадіон
Центральний міський стадіон Кільмесу було відкрито 25 квітня 1995 року. Він розташований на вулиці Вісенте Лопес-і-Ескуї в кварталі Визволителя Генерала Сан-Мартіна в місті Кільмес. Він вміщує 30 200 уболівальників (26 000 звичайних місць та 4 200 підвищеного комфорту). Розміри футбольного поля — 105x66 м. Він має куполоподібну форму, для полегшення дренажу.
27 листопада 1987 було оголошення про будівництво нового стадіону, 19 березня 1988 року було закладено перший камінь, а в 1998 році, нарешті, роботи були завершені після того як ємності стадіону було розширено (Північної та Південної трибун).

## Відомі президенти
- Гільєрмо Морган (1897-1905)
- Едуардо Корднер (1906-1911)
- Енріке Джейкобс (1912-1914)
- Хуан Стенфілд (1915-1918)
- Франсиско Стід (1919-1920)
- Роберто Кларк (1921-1923)
- Гільєрмо Джордан (1924-1931)
- Франсиско Стід (1932-1935)
- Хорхе Бек (1936)
- Спенсер Леонард (1936-1937)
- Наталіо Маццині (1937)
- Маркос Перейра (1938)
- Сегундо Отеро (1938-1944)
- Оскар Ечелині (1945-1946)
- Хесус Кастро (1947-1952)
- Рафаель Фернандес Мігес (1953)
- Сільвіно Лланеса (1953-1955)
- Еміліо Ск'яіні (1956)
- Франсиско Пенья (1957)
- Педро Еварт (1958)
- Еміліо Ск'яіні (1959-1960)
- Амількар Россо (1961-1964)
- Антоніо Акоста (1965-1966)
- Антоніо Васкес (1967-1969)
- Орфео Дістефано (1970)
- Маркос Будейський (1971-1974)
- Хуліо Кассанело (1975-1979)
- Хосе Луїс Майснер (1979-1982)
- Хуан Контаріно Спарта (1983)
- Карлос Уерго (1984-1985)
- Хосе Луїс Майснер (1986-1998)
- Даніель Раццетто (1998-2006)
- Хосе Луїс Майснер (2006-2007)
- Хорхе Маньєс (2007-2008)
- Хуан Карлос Гарбаччио (2008-2009)
- Карлос Колома (2009-2010)
- Хосе Луїс Майснер (2010-2011)
- Анібал Фернандес (2011-2016)
- Марсело Калелло (2016-теп.час)